# Clapiers
Clapiers település Franciaországban, Hérault megyében. Lakosainak száma 6010 fő (2022. január 1.). Clapiers Castelnau-le-Lez, Assas, Jacou, Montferrier-sur-Lez, Montpellier, Prades-le-Lez és Teyran községekkel határos.

## Népesség
A település népességének változása:
| Lakosok száma | 374  | 1900 | 3478 | 4939 | 5331 | 5426 | 5478 | 5411 | 5613 | 6010 |
|               | 1968 | 1982 | 1990 | 2006 | 2013 | 2015 | 2017 | 2019 | 2020 | 2022 |